# Oficina de Correos de los Estados Unidos (Fulton, Nueva York)

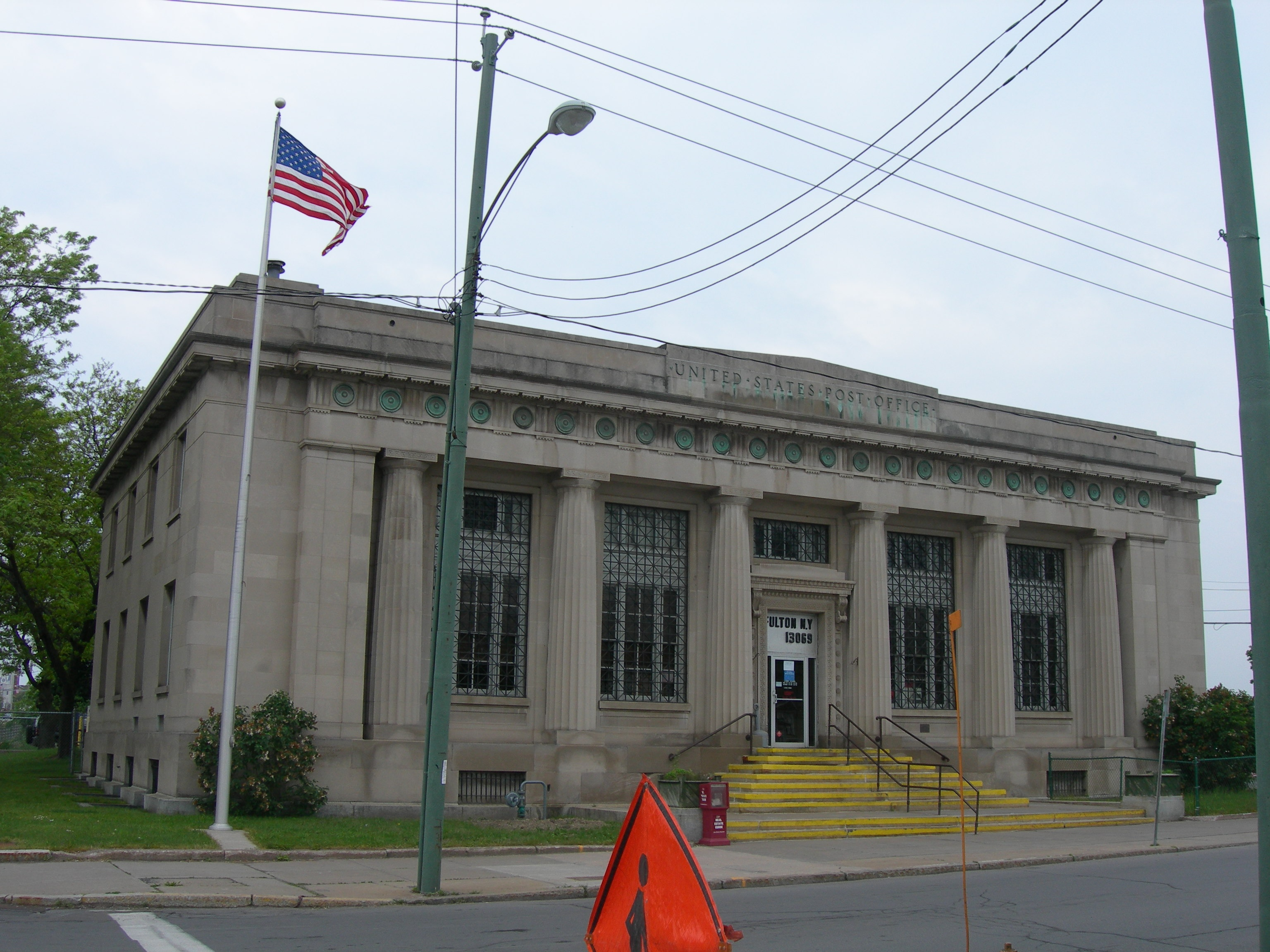
La Oficina de Correos de Estados Unidos en Fulton, NY

La Oficina de Correos de Estados Unidos-Fulton es un edificio histórico de oficinas de correos ubicado en Fulton en el condado de Oswego, Nueva York . Fue construido en 1912-1915 y ampliado en 1936-1938. Es una de varias oficinas de correos en el estado de Nueva York diseñadas por la Oficina del Arquitecto Supervisor del Departamento del Tesoro, James Knox Taylor . Es un edificio de dos pisos con una fachada de piedra caliza que contiene una columnata de seis partes con columnas adosadas de orden dórico colocadas en antis entre pilares dóricos en el estilo del Renacimiento griego . El vestíbulo presenta un mural de Caroline S. Rohland de 1942 titulado "El padre LeMoyne intenta convertir a los indios en la isla Pathfinder".
Está ubicado en 214 S 1st St, Fulton, NY 13069.